# YBN Nahmir
YBN Nahmir, pseudonimo di Nicholas Simmons (Birmingham, 18 dicembre 1999), è un rapper, cantautore e attore statunitense.
È noto soprattutto per il suo singolo Rubbin Off the Paint che ha raggiunto la posizione numero 46 nella Billboard Hot 100.

## Biografia
Simmons è nato il 18 dicembre 1999 a Birmingham, in Alabama. È cresciuto con sua madre, sua cugina, suo fratello, sua sorella e suo nonno. Simmons ha frequentato la Clay-Chalkville High School, dopo il successo di Rubbin Off the Paint ha deciso di abbandonarla.

## Carriera

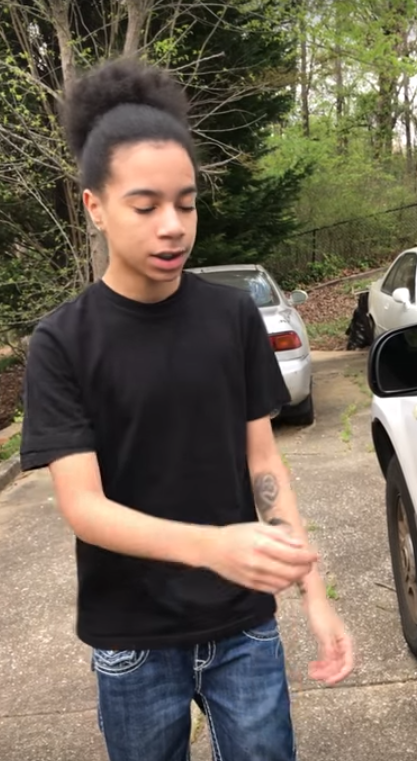
Nicholas all'età di 17 anni.

Simmons ha formato il collettivo hip hop YBN (acronimo di Young Boss Niggas) a Birmingham nel 2014. Il gruppo era composto da lui e i rapper YBN Almighty Jay, YBN Cordae, YBN Glizzy, YBN Manny, YBN Walker e YBN Seylonne.
Nicholas ha caricato la sua prima canzone su YouTube all'età di quindici anni assieme a YBN Almighty Jay. La canzone, intitolata Hood Mentality, è stata pubblicata il 21 marzo 2015. Simmons ha caricato molte altre canzoni su YouTube prima di rilasciare il suo primo mixtape il 2 gennaio 2017 intitolato Believe In The Glo su SoundCloud. Ha caricato il suo secondo mixtape il 21 gennaio 2017.
Il rapper ha pubblicato il brano Rubbin Off the Paint il 18 settembre 2017 sul canale YouTube di WorldStarHipHop. La canzone è divenuta rapidamente virale. Dopo il successo della canzone, Simmons si è ritirato da scuola a causa della sua eccezionale popolarità e si è visto costretto ad iniziare a prendere lezioni online. La canzone ha debuttato al numero 79 nella Billboard Hot 100 ed ha successivamente raggiunto la posizione numero 46.
Il 23 gennaio 2018, Simmons ha pubblicato Bounce Out With That tramite il canale YouTube di Lyrical Lemonade. La canzone non è stata disponibile sui servizi di streaming per tre giorni. Ha avuto oltre 128 milioni di visualizzazioni su YouTube dopo la sua uscita. Lo stesso anno, come membro del collettivo YBN, ha pubblicato il mixtape YBN: The Mixtape.
Nell'aprile del 2018, Simmons ha firmato con Atlantic Records. Successivamente è stato nominato come uno dei membri della Freshman Class 2018 della XXL il 12 giugno 2018, in competizione in un cypher con Stefflon Don e Wifisfuneral.
Il 22 marzo 2019 ha pubblicato Baby 8. Il 10 giugno 2019 ha rilasciato un videoclip di 1 minuto e 10 secondi chiamato Opp Stoppa.
Nel 2020 ha annunciato via Twitter che il gruppo YBN si è sciolto definitivamente a causa dell'abbandono da parte degli altri membri.

## Vita privata
Simmons vive a Los Angeles, in California. Si è diplomato alla Clay-Chalkville High School di Clay, in Alabama, nel maggio 2018.

## Discografia

### Mixtape
- 2016 – Believe in the Glo
- 2017 – #YBN
- 2018 – YBN: The Mixtape (con YBN Almighty Jay e YBN Cordae)

### Singoli

#### Come artista principale
- 2017 – I Got a Stick
- 2017 – Glizzy Hella Geekin
- 2017 – No Hook (con YBN Almighty Jay)
- 2017 – Bail Out
- 2017 – The Race" (remix di Tay-K)
- 2017 – Rubbin Off the Paint
- 2018 – Bounce Out with That (con Machine Gun Kelly)
- 2019 – Baby 8
- 2019 – Fuck It Up (feat. City Girls e Tyga)
- 2020 – Talkin
- 2020 – 2 Seater (feat. G-Eazy e Offset)

#### Come artista ospite
- 2018 – Hi Bich (Remix) (Bhad Bhabie feat. YBN Nahmir, Rich The Kid e Asian Da Brat)
- 2018 – 1942 (G-Eazy feat. Yo Gotti e YBN Nahmir)
- 2018 – Juveniles (Wifisfuneral feat. YBN Nahmir)
- 2018 – Eastside (Joose feat. YBN Nahmir)
- 2018 – Big Chop (Cuban Doll feat. YBN Nahmir)
- 2018 – Run It Up (DDG feat. Blac Youngsta, G Herbo e YBN Nahmir)
- 2018 – Spaz (Bhad Bhabie feat. YBN Nahmir)
- 2019 – Done with Her (Khao feat. Gucci Mane, Lil Baby, Tabius Tate e YBN Nahmir)
- 2019 – I Might (Lil Xan feat. Steven Cannon, YBN Almighty Jay e YBN Nahmir)
- 2019 – Thot Box (Hitmaka feat. Meek Mill, 2 Chainz, A Boogie wit da Hoodie, Tyga e YBN Nahmir)